# Tomàs Sol Carbonell
Tomàs Sol Carbonell (Sarral, 1758 - Reus, post 1822) va ser un metge català.
Va anar a viure a Reus cap al 1784, el mateix any de la seva llicenciatura a la Universitat de Cervera, ja que un oncle seu resident a aquella ciutat, Francesc Gual Sol, havia mort i l'havia nomenat hereu. El mateix 1784 havia fet oposicions a la càtedra d'Institucions mèdiques a la Universitat de Cervera, on publicà un fulletó amb els elements de la seva tesi Quaestiones medicae tres: sorte datae coram ... publicades a Cervera el 1784. De fet, passà a residir a Reus, on va ser metge i director de l'Hospital i membre de la Junta de Sanitat de la ciutat.
Tomàs Sol és conegut sobretot per un informe que va elaborar el 1805 a petició de les autoritats sobre la salubritat o no de la construcció d'un Canal de Reus a Salou, on se li demanava que valorés els casos de febres tercianes que es donaven a la comarca, sobretot a Salou. Les autoritats demanaven si les febres es podien transmetre per l'aigua i afectar la vila de Reus. Conclou el seu informe negant que la construcció del canal navegable fes augmentar cap malaltia i a més, seria molt beneficiós construir-lo, i que pel seu càrrec de metge de l'Hospital de Reus no ha vist en 20 anys cap augment significatiu d'epidèmies de febres, considerant que la malària està erradicada. Aquest informe va ser complementat per altres informes mèdics de diversos professionals que exercien a Reus, com el doctor Antoni Pastells, el doctor Jaume Ardèvol i el farmacèutic Antoni Soriguera. El 1807 va fer un altre informe sobre uns aldarulls ocorreguts a Reus en el curs de les obres del canal motivats per una presumpta malversació dels diners destinats a l'excavació. Tomàs Sol defensa la gestió de Pere Sunyer i demana l'entesa entre la Junta del Canal i l'Ajuntament. De tendències afrancesades i liberals, el 1810 va ser elegit Regidor segon de l'Ajuntament de Reus. Es desconeix la data de la seva mort, ocorreguda a Reus, però el 1819 va actuar de testimoni en el casament de la filla de Ramon Albanès, un ric comerciant afrancesat que ja havia tornat de l'exili on havia marxat el 1814, i el 1822 era membre de la Junta Municipal de Beneficència que havia organitzat l'alcalde Joan Rincón. Va ser avi del polític i advocat Joan Sol i Ortega.